# معركة خندمة
معركة خندمة وهي معركة كبيرة وقعت بالقرب من جبل خندمة في مكة بين جيش تابع للدولة العثمانية وبين قبيلة هذيل. وكانت سبب تسمية هذيل بعسكر البارود. وقد استمرت ثلاث ساعات متواصلة.

## الاحداث
دعى وجهاء الدولة العثمانية متمثلة بواليها وجيشها في مكة آنذاك عدد من مشايخ هذيل اليهم فغدروا بهم وسجنوهم فوقعت المعركة لهذا. وذكر المؤرخ القاضي المكي جمال الدين الطبري في مخطوطة اتحاف فضلاء الزمن «ان مبارك وجميع من معه من هذيل ذهبوا بعد ان سمعوا بحبس مشائخهم وانهم نزالين بالمنظم».
فخرجت مجموعه من قبائل هذيل ومعهم مبارك الى جبل خندمة فواجهوا الجيش وهزموهم وقتلوا معظم جيش العثمانيين هناك وأخرجوا مشايخهم.
ذكر القاضي جمال الدين الطبري عن الاحداث فقال «وحطوا فيهم الصادم البتار وقتلوا - أي هذيل - من الاتراك نحوا ثلاثمائة وصوبوا نحو الخمسين وسلبوهم اجمعين وتركوهم».

## ما بعد المعركة
بعد معركة خندمة التي دارت بين قبيلة هذيل واللواء التابع للدولة العثمانية بالقرب من جبل خندمة في مكة، أدركت الدولة العثمانية قوة القبائل. وتسببت هذه المعركة في منح قبيلة هذيل لقب "عسكر البارود" نتيجة لهزيمتهم للواء العثماني الذي كان يحمل سلاحًا يسمى "أم البارود"، وبعد هزيمتهم واستيلاء هذيل على هذه الأسلحة، أصبحت القبيلة معروفة بلقب "عسكر البارود".

## الأسباب
كانت الاحداث بين قبيلة هذيل والدولة العثمانية في مكة جزءًا من سلسلة من النزاعات التي اشتعلت بين القبائل العربية والسلطة العثمانية في شبه الجزيرة العربية. وتعود أسباب هذه المعارك إلى عدة عوامل سياسية واجتماعية. أدى ذلك إلى مواجهات مع القبائل التي كانت تتمتع بقدر كبير من الاستقلالية والقوة في مكة.
وأدركت الدولة العثمانية أن التدخل في شؤون قبائل مكة قد يثير المزيد من النزاعات، لذلك اتبعت نهجًا أكثر حذرًا مع القبائل بعد هذه المعركة. وهذا التحول في السياسة يعني أن العثمانيين لم يعودوا يتطفلون على شؤون القبائل بنفس الطريقة السابقة.